# Xoài Palmer

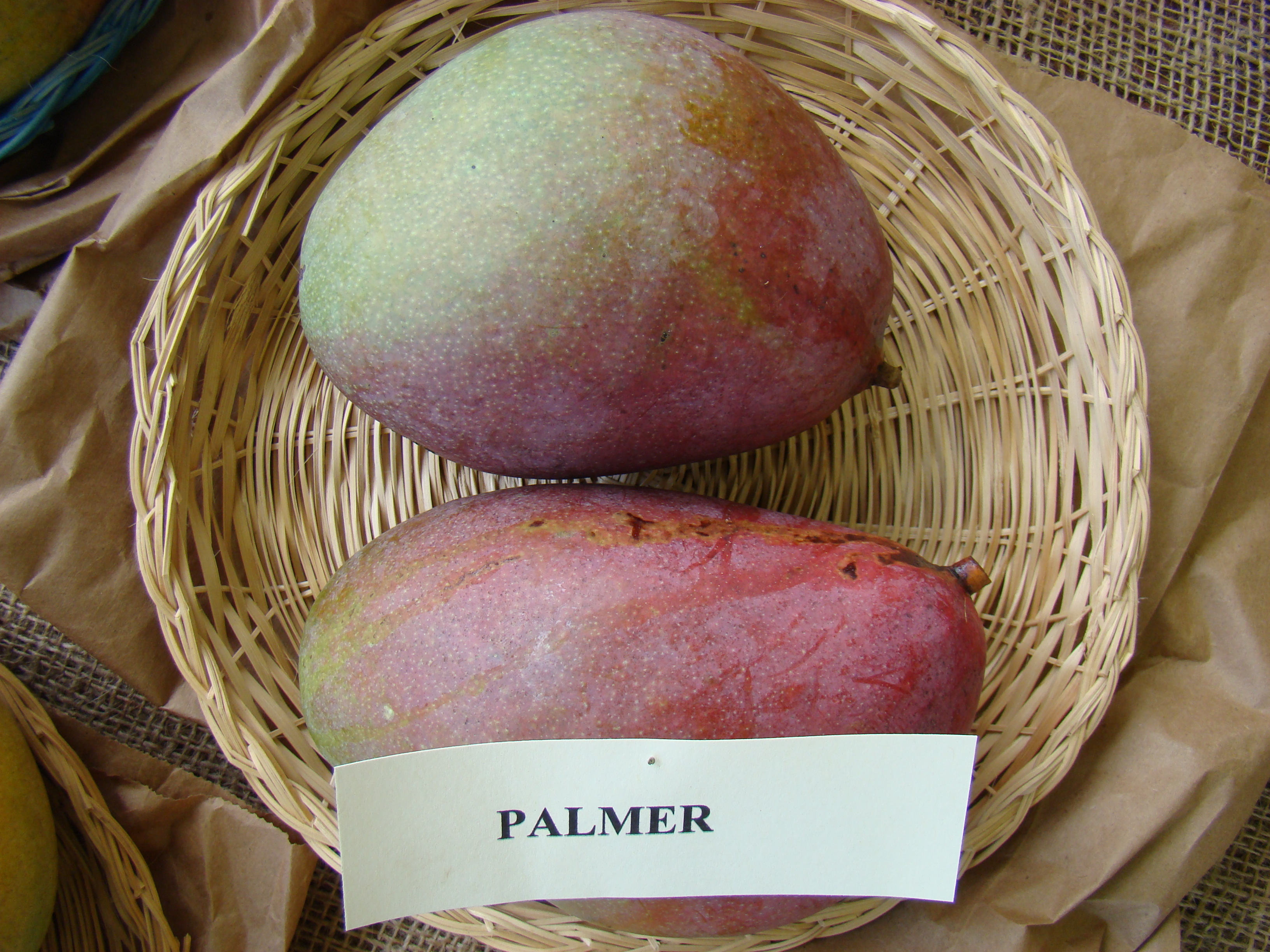
Xoài Palmer

Xoài 'Palmer' là tên của một giống xoài lớn được trồng thương mại vào cuối mùa có nguồn gốc ở miền nam Florida.

## Lịch sử
Cây ban đầu được trồng từ một hạt giống vào khoảng năm 1925 trên đất đai của bà Victor Mell ở Miami, Florida. Trong những thập kỷ tiếp theo, giống cha mẹ của Palmer không được biết đến, tuy nhiên một phân tích phả hệ năm 2005 ước tính Palmer là một hạt giống của Haden. Giống này được nhân giống lần đầu tiên vào năm 1945 và được đặt tên chính thức vào năm 1949. Nó đã được chấp nhận thương mại ở Florida và vẫn được phát triển trên cơ sở thương mại hạn chế ở tiểu bang này ngày nay, cũng như các khu vực bên ngoài Hoa Kỳ như Châu Phi  và Úc.
Cây Palmer được trồng trong các bộ sưu tập của USDA tại kho tế bào mầm ở Miami, Đại học Trung tâm Nghiên cứu và Giáo dục nhiệt đới của Florida ở Homestead, Florida, và Công viên trái cây và gia vị Miami-Dade, cũng ở Homestead.

## Miêu tả
Quả to, với một vài quả đặc biệt lớn đạt trọng lượng vài pound. Màu có xu hướng màu vàng với đỏ ửng khi chín; quả sẽ chuyển sang màu tím trong 1 khoảng thời gian trước khi trưởng thành, đôi khi dẫn đến việc các quả chưa chín được hái. Thịt có màu vàng cam và có hương vị nhẹ và thơm, với chất xơ tối thiểu, và chứa một hạt đơn phôi. Nó chín từ tháng 7 đến đầu tháng 9 ở Florida, làm cho nó trở thành một giống cây trồng cuối mùa.
Cây này là một giống cây trồng có sức sống vừa phải và có tán cây thẳng đứng.